# Pământul oamenilor
Pământul oamenilor este un film românesc din 1967 regizat de Virgil Mocanu, Constantin Mustețea, Victor Antonescu, Genoveva Georgescu, George Sibianu, Olimp Vărășteanu, Ion Popescu Gopo.